# Louis Verreycken

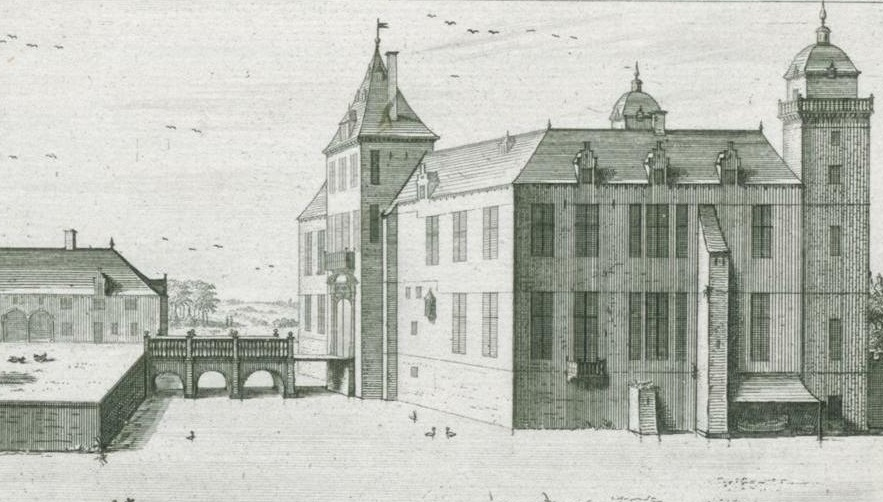
Le château d'Impden : lieu de naissance de son arrière petit-fils, le cardinal Thomas d'Alsace.

Louis Verreycken (en néerlandais : Lodewijk Verreycken), né en 1552 et mort le 23 octobre 1621, est un conseiller et diplomate des Pays-Bas habsbourgeois.

## Biographie
Louis accède à ses premières fonctions sous Philippe II d'Espagne le 4 mai 1583, mais a atteint la prééminence sous l'archiduc Albert. Avec Jean Richardot, il participe aux négociations menant à la paix de Vervins entre la France et les Habsbourg. Au début de 1600, il entreprit une mission de paix en Angleterre, mais sans résultat immédiat. Rowland Whyte (en) a décrit en détail sa réception à la cour par la reine Élisabeth.
Louis acquiert la seigneurie d'Impden en 1606, de Marie Mencia de Wittem (d), marquise de Berghen-op-Zoom. Il achète en 1605 le château d'Impden (nl) et construit le château de Nieuwermolen à Chapelle-Saint-Ulric,.
Louis fait partie de la délégation espagnole qui a négocié en 1604 la trêve de douze ans entre la République néerlandaise et les Habsbourg (1609-1621). Il succède à son beau-frère Nicolas Micault en 1611 comme trésorier de l'ordre de la Toison d'Or et est anobli en 1596. Son testament est daté du 12 mai 1620. 
Il meurt à Bruxelles le 23 octobre 1621, et est enterré avec son épouse, morte le 7 juillet 1622, dans la chapelle de Saint-Hubert de l'église Notre-Dame de la Chapelle de Bruxelles.

## Famille

### Ascendance
Louis Verreycken naît en 1552 de Pierre Verreycken et Catharina van den Daele. La famille Verreycken, d'origine modeste, est originaire du bailliage de Bois-le-Duc. Ses membres ont gravi l'échelle sociale, acheté des seigneuries et acquis des lettres de noblesse. Ainsi, depuis que le père de Louis a été nommé audiencier du Conseil privé des Pays-Bas des Habsbourg par Charles Quint en 1538, le poste reste dans la famille Verreycken pendant plus d'un siècle et demi jusqu'en 1680, un exemple clair de népotisme courant dans la bureaucratie gouvernementale.

### Descendance
Louis Verreycken est seigneur d'Impden, de Wolverthem, de Muyseghem, de Rossum, d'Hamme, de Bonlez, de Sart-sur-Thyle, de Ruart, etc.
Louis épouse Louise Micault, fille de Nicolas Micault, et nièce de Louis de Boisot.
De cette union naissent huit enfants, dont :
- Marguerite Verreycken, mariée à Augustin de Gottignies ;
- Louis-François Verreycken, 1er baron de Bonlez[11] et seigneur d'Impden (1588–1654), premier secrétaire du Conseil d'État et grand-père du Cardinal d'Alsace ;
- Anne Verreycken ;
- Pierre-Ernest Verreycken, licencié en Droit, seigneur de Ruart, fut admis aux Lignages de Bruxelles le 11 juin 1615 et plus précisément au lignage Serhuyghs ;
- Lambert Verreyken (nl).

### Alliances

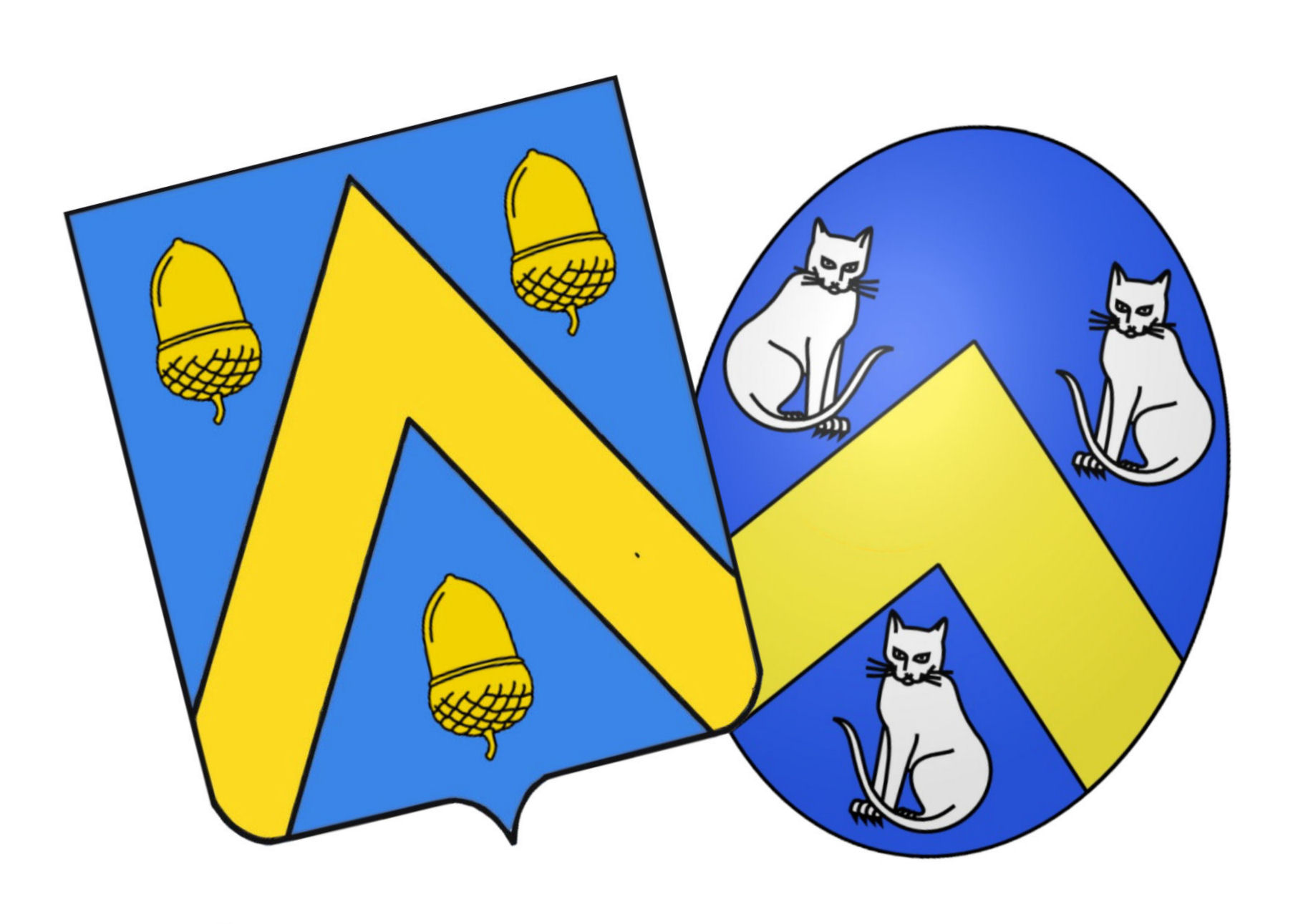
Louis Verreycken et Louise Micault
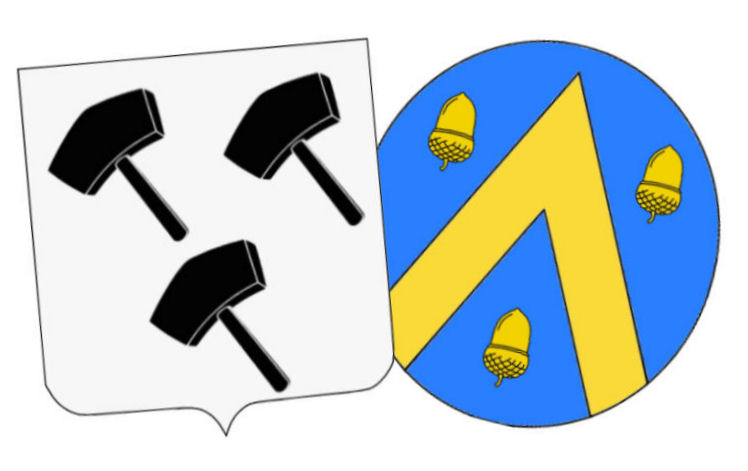
Augustin, seigneur de Gottignies et Marguerite Verreycken
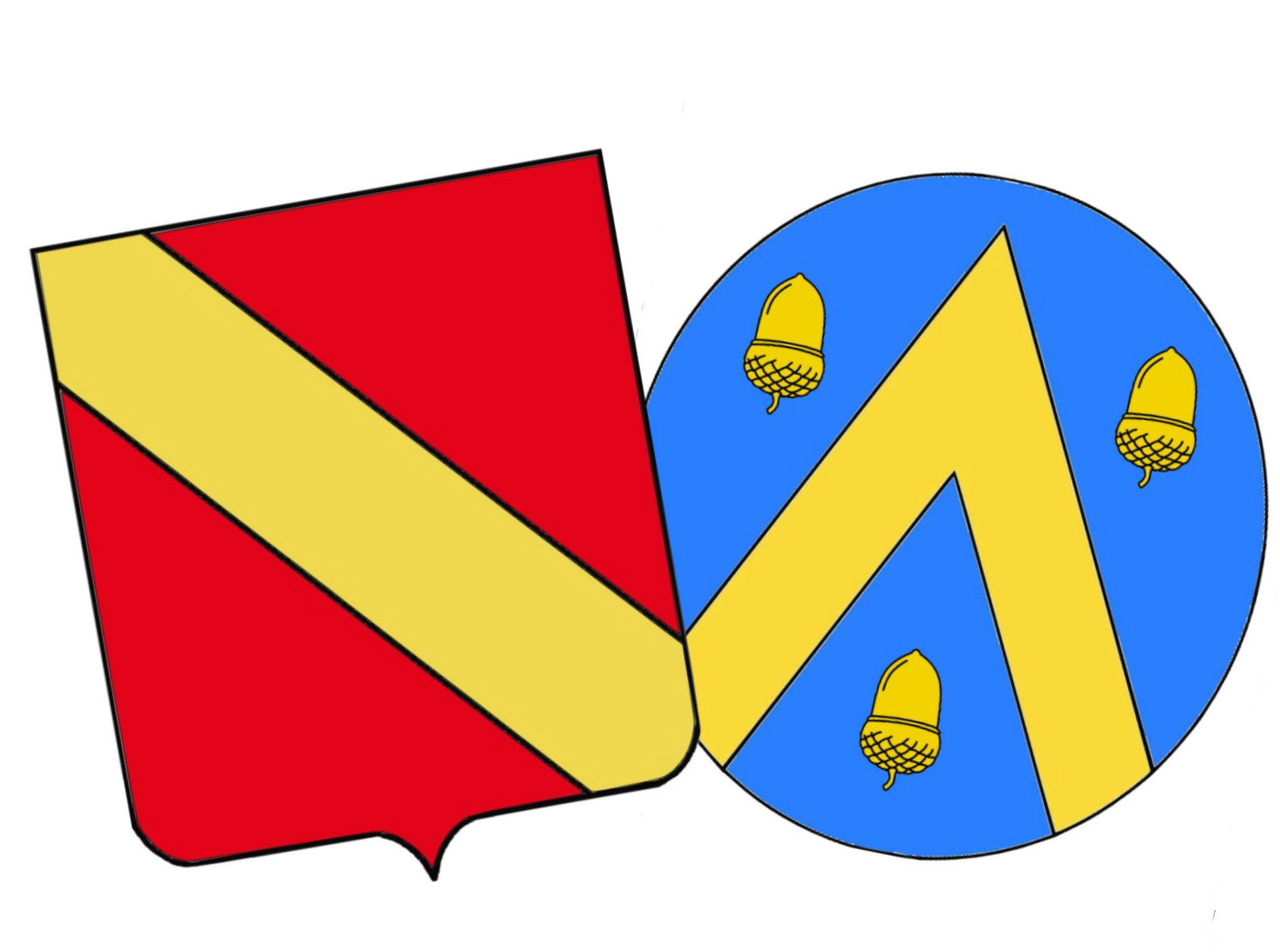
Alliance de Philippe Louis d'Hénin-Liétard d'Alsace et de Anne Louise Verreycken d'Impden